# Loenpo Gang
Der Berg Loenpo Gang oder Lönpo Gang (wird auch als Big White Peak für „großer weißer Gipfel“ bezeichnet) befindet sich in einer Bergkette im Zentral-Himalaya südöstlich des Flusstals des Langtang Khola an der Grenze zwischen der nepalesischen Verwaltungszone Bagmati und dem autonomen Gebiet Tibet (China).
Der 6979 m hohe Berg liegt im äußersten Osten des Langtang-Nationalparks. Der Achttausender Shishapangma liegt 17 km nördlich des Loenpo Gang. Der etwas niedrigere Dorje Lhakpa (6966 m) erhebt sich 3,15 km südwestlich. 2,85 km nordwestlich befindet sich der Gurkarpo Ri (6889 m). Entlang der Nordflanke des Loenpo Gang strömt der Nyanang-Phu-Gletscher in südöstlicher Richtung.
Bei einem Besteigungsversuch durch eine britische Expedition im Jahr 1957 kamen 3 Menschen durch einen Lawinenabgang ums Leben.
Die Erstbesteigung gelang im Jahr 1962 von der Südwand her über den Ostgrat.